# Triatlon la Jocurile Olimpice de vară din 2016
Probele sportive de triatlon la Jocurile Olimpice de vară din 2016 s-au desfășurat în perioada 18-20 august 2016, la Fortul Copacabana, Brazilia. 55 de atleți au concurat în fiecare din probele masculine și feminine.

## Format
Triatlonul olimpic cuprinde trei componente; înot pe distanța de 1.5 km, ciclism pe distanța de 43 km și alergare pe distanța de 10 km. Concursurile se vor desfășura ca sub forma unui singur eveniment între toți concurenții fără preliminarii.

## Calificare
Perioada de calificare se întinde din 20 mai 2014 până la 15 mai 2016. Un total de 110 de sportivi (55 pentru fiecare sex) se luptă pentru locurile de participare, cu un maxim de trei concurenți trimiși de primele opt Comitete Naționale, în timp ce alte Comitete cor putea avea maximum doi concurenți per eveniment. Pentru a se califica pentru Jocurile Olimpice, toți sportivii trebuie să câștige un loc prin evenimentele continentale de calificare, să se claseze în primele trei locuri la evenimentele mondiale de calificare și să fie printre primii 140 din lista de calificare olimpică, clasamentul mondial Triathlon Series și Lista de Puncte ITU.
Treizeci și nouă de sportivi pentru fiecare sex se califica prin intermediul clasamentului, alături de cei 5 campioni continentalo și top 3 în evenimentele de calificare internaționale, ce au avut loc la Rio de Janeiro pe 1-2 august 2015. Brazilia, ca țară gazdă, are rezervate câte un loc pentru fiecare sex, în timp ce alte două vor fi alocate prin intermediul invitațiilor. În cele din urmă, încă cinci locuri vor fi distribuite Comitetelor Naționale, fără nici un loc prin Lista de Puncte ITU.

## Calendar competițional
Toate orele sunt orele Braziliei. Există posibilitatea ca orele să fie modificate. 
| Probă             | Dată      | Ora start |
| ----------------- | --------- | --------- |
| Triatlon masculin | 18 august | 11:00     |
| Triatlon feminin  | 20 august | 11:00     |

## Națiuni participante
- Africa de Sud (4)
- Argentina (2)
- Australia (6)
- Austria (3)
- Azerbaidjan (1)
- Barbados (1)
- Belgia (4)
- Insulele Bermude (1)
- Brazilia (2)
- Canada (5)
- Cehia (1)
- Chile (1)
- China (2)
- Costa Rica (1)
- Danemarca (1)
- Ecuador (1)
- Elveția (4)
- Estonia (1)
- Franța (4)
- Germania (5)
- Iordania (1)
- Irlanda (2)
- Israel (1)
- Italia (4)
- Japonia (4)
- Marea Britanie (6)
- Mauritius (1)
- Mexic (5)
- Norvegia (1)
- Noua Zeelandă (5)
- Olanda (2)
- Polonia (1)
- Portugalia (3)
- Rusia (6)
- Slovacia (1)
- Slovenia (1)
- Spania (6)
- Statele Unite ale Americii (6)
- Suedia (1)
- Ucraina (1)
- Ungaria (4)

## Podium
| Probă            | Aur                                               | Aur     | Argint                                   | Argint  | Bronz                                | Bronz   |
| Masculin Detalii | Alistair Brownlee · Marea Britanie (GBR)          | 1:45:01 | Jonathan Brownlee · Marea Britanie (GBR) | 1:45:07 | Henri Schoeman · Africa de Sud (RSA) | 1:45:43 |
| Feminin Detalii  | Gwen Jorgensen · Statele Unite ale Americii (USA) | 1:56:16 | Nicola Spirig Hug · Elveția (SUI)        | 1:56:56 | Vicky Holland · Marea Britanie (GBR) | 1:57:01 |

## Clasament medalii
| Loc   | Țară                       | Aur | Argint | Bronz | Total |
| ----- | -------------------------- | --- | ------ | ----- | ----- |
| 1     | Marea Britanie             | 1   | 1      | 1     | 3     |
| 2     | Statele Unite ale Americii | 1   | 0      | 0     | 1     |
| 3     | Elveția                    | 0   | 1      | 0     | 1     |
| 4     | Africa de Sud              | 0   | 0      | 1     | 1     |
| Total | Total                      | 2   | 2      | 2     | 6     |